# Кастелфондо
Кастелфо̀ндо (на италиански: Castelfondo; на ладински: Cjastelfon, Частелфон) е село и община в Северна Италия, автономна провинция Тренто, автономен регион Трентино-Южен Тирол. Разположено е на 948 m надморска височина. Населението на общината е 602 души (към 2018 г.).